# Taylor Roberts
Taylor Marie Roberts (Raleigh, 15 agosto 1980) è un'attrice, poetessa e imprenditrice statunitense.

## Biografia
Nata da George Roberts e Teresa Taylor, la madre proveniva da una ricca famiglia della Virginia (i Bowman-Taylor) che possedeva un grossissimo appezzamento di terreno nel sud del James River. Suo nonno era cugino di Elizabeth Taylor, ma lei non la incontrò mai. Studiò danza classica e balletto alla University of North Carolina School of the Arts dove ebbe anche una laurea in teatro.
Il suo primo ruolo è al fianco di Julia Roberts nel film Mona Lisa Smile del 2003. In seguito recitò in numerose serie televisive, tra cui Law & Order e Turn: Washington's Spies, dove insieme ad Angus Macfadyen, interprete di Robert Rogers, è al cinema con Macbeth Unhinged diretto dallo stesso attore, dove vi sono anche altri attori della serie come Seth Numrich, Samuel Roukin e Kevin McNally. Ha inoltre posato per numerosi marchi, tra cui La Senza, Orange County Bride Magazine e Dove Shore. Nel 2012 pubblica il suo primo libro di poesie intitolato Bombshell Bohemia: Poetry from the Underground e fonda la società Porphyrogene Luxury Skincare.

## Filmografia parziale
- Mona Lisa Smile (2003)
- Admissions (2004)
- Killing Kennedy - film Tv (2013)
- Macbeth Unhinged (2016)

## Televisione
- Criminal Intent (2004)
- Loiter Squad (2012)
- Turn: Washington's Spies (2014-2015)